# Diogo Campos
Diogo Campos, de son nom complet Diogo Campos Gomes né le 31 décembre 1990 à Miranorte est un footballeur brésilien évoluant au poste d'attaquant.

## Biographie
Joueur à l'Atlético Clube Goianiense depuis 2009, il se fait remarquer malgré son jeune âge du côté des recruteurs d'Évian TG pendant le mercato hivernal de 2013. Il s'engage avec le club savoyard le 31 janvier, cependant, il ne joue qu'une dizaine de minutes sous le maillot (numéro 12) de son nouveau club, évoluant presque uniquement avec l'équipe réserve. Il quitte les bords du Léman au mercato.

## Palmarès
- Champion du Goiás (2) : en  2010, 2011